# Walking on a Thin Line
«Walking on a Thin Line»  es una canción interpretada por Huey Lewis and the News, lanzada en 1984 como el quinto y último sencillo de su álbum de 1983, Sports.
En Estados Unidos alcanzó el puesto número 18 en el Billboard Hot 100 y fue un éxito top 20 en la lista Top Rock Tracks, alcanzando el número 16. En Australia, el sencillo llegó el número 70.    
Considerada una de las canciones más "serias" de la banda, "Walking on a Thin Line" fue escrita por Andre Pessis y Kevin Wells. La canción trata sobre los pensamientos de servir a los soldados y veteranos de la Guerra de Vietnam en medio de la guerra. En las actuaciones en vivo, Lewis a menudo dedicaba la canción a las víctimas.   

## Posicionamiento en listas
| Lista (1986)                                 | Máxima posición |
| -------------------------------------------- | --------------- |
| Australia (Kent Music Report)                | 70              |
| Estados Unidos (Billboard Hot 100)           | 18              |
| Estados Unidos (Billboard Album Rock Tracks) | 16              |
| Estados Unidos (Cash Box Top 100)            | 23              |